# Visuele waarneming
Visuele waarneming, visuele perceptie of zien is het verwerken van visuele, van de ogen afkomstige,   prikkels in de hersenen. Visuele waarneming is een vorm van zintuiglijke waarneming.

## Begripsbepaling
Visuele waarneming betreft zowel het ordenen van visuele prikkels, als hun interpretatie. Visuele waarneming is gericht op het herkennen (identificeren) van voorwerpen en gebeurtenissen, en het bepalen van hun onderlinge verhouding in tijd en plaats. Visuele waarneming is een actief cognitief proces: de waarneming wordt aangevuld met een voorstelling uit het geheugen tot een nieuw cognitief geheel (reconstructie). Waarneming  kan bewust , met een bepaalde belevingscomponent, of onbewust plaatsvinden (impliciete waarneming). In het laatste geval wordt een prikkel, bijvoorbeeld een bewegend voorwerp op straat, in de hersenen verwerkt of met de ogen gevolgd, zonder bewustzijn van het waargenomene.

## Gezichtsbaan: van oog naar cortex cerebri
Het zien met twee ogen is een van de voorwaarden voor het kunnen waarnemen van diepte. Het gezichtsveld correspondeert met een beeld op het netvlies. Netvlieshelften aan de kant van de neus projecteren het beeld via de gezichtzenuwkruising naar de contralaterale (tegenovergestelde) hersenhelft. Aan de kant van de slaap projecteren zij het beeld naar de ipsilaterale (aan zelfde kant gelegen) hersenhelft. Uiteindelijk, met een aantal tussenstations, bereiken de visuele prikkels de cortex cerebri (grotehersenschors) aan de achterkant van de grote hersenen in de occipitale kwab. Onderstaand staan de tussenliggende stations aangegeven.

## Eerste/tweede/derde neuron
De prikkels die elk oog ontvangt, vallen op de staafjes en kegeltjes van het netvlies (retina). Deze zenuwcellen (neuronen) zijn het eerste station van het zenuwstelsel tijdens het verwerken van visuele prikkels, vandaar de naam eerste neuron. In het netvlies, schakelen de binnenkomende signalen, eerst nog over in de bipolaire ganglioncellen (tweede neuron) en vervolgens op de multipolaire ganglioncellen (derde neuron) voordat de prikkels het netvlies via de oogzenuw (nervus opticus) verlaten.
Een deel (60%) van de uittredende vezels van de linker- en rechteroogzenuw kruist elkaar bij de gezichtszenuwkruising (chiasma opticum), terwijl het andere deel (40%) aan dezelfde zijde als het oog van herkomst zijn koerst vervolgt. Na de oogzenuwkruising wordt dit gedeelte aangeduid als de tractus opticus.

## Vierde/vijfde neuron
De vezels van de tractus opticus komen aan in het corpus geniculatum laterale of de buitenste knievormige kern. Deze hersenkern, het vierde neuron is een onderdeel van de thalamus, die behalve voor de nervus olfactorius, voor alle aanvoerende zintuiglijke zenuwbanen het laatste schakelstation vormt, met voor elke zintuiglijke zenuwbaan een afzonderlijke kern, vóór het bereiken van de cortex cerebri. Van het corpus geniculatum laterale worden de visuele prikkels voortgeleid door een uitwaaiering van vezels, de gezichtsstraling (radiatio optica) naar het vijfde neuron van de gezichtsbaan in de occipitale kwab in de fissura calcarina (spoorgroeve). Dit is het eerste station van de cortex cerebri, en wordt daarom ook de primaire gezichtsschors (cortex visualis primarius).

## Parvo- en magnobaan
De aaneenschakeling van deze schakelstations of neuronen wordt de 'primaire visuele route' genoemd. Binnen deze route lopen twee evenwijdige, aanvoerende zenuwbanen: de magnocellulaire en parvocellulaire baan (magno- en parvobaan). Het onderscheid tussen magno- en parvocellulaire banen ontstaat al in het netvlies, bij het type ganglioncel wat meer bij de ene of juist de andere baan hoort. De magnobaan bestaat uit Y-ganglioncellen met een groot cellichaam, die gevoelig zijn voor contouren en snelle bewegingen. De parvobaan bestaat uit X-cellen met een klein cellichaam die gevoelig zijn voor details en kleur.

De magno- en parvobanen lopen elk naar verschillende lagen in het corpus geniculatum laterale van de thalamus. De magnobanen schakelen over in cellen in laag 1 of 2. De parvobanen schakelen over in laag 3,4,5 of 6. 

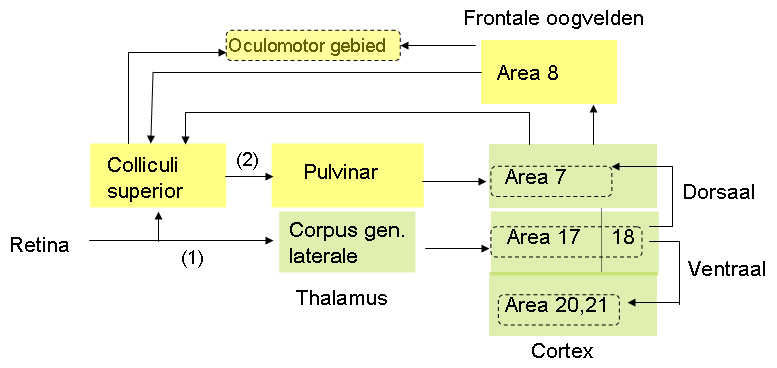
Belangrijkste visuele routes van oog naar de gezichtsschors. In groen: (1) primaire route. In geel (2) tectopulvinaire route. Deze is verantwoordelijk voor de ruimtelijke oriëntatie en de aansturing van saccades, via het frontale blikcentrum (frontale oogvelden) en de colliculi superiores. Cijfers slaan op gebieden van Brodmann

Er bestaat ook nog een tweede aanvoerende route van het oog naar de cortex cerebri, die loopt van het netvlies via de colliculi superiores, het pulvinar van de thalamus naar de pariëtale kwab. Deze route is vooral belangrijk voor de ruimtelijke oriëntatie en de aansturing van oogbewegingen. Zie voor verdere details visuele schors.

## Banen binnen de gezichtsschors
Verdere verwerking in de gezichtsschors verloopt via twee grote circuits, namelijk de dorsale (rugwaartse) of 'waar'-route, en de ventrale (buikwaartse) of 'wat'-route. Deze zijn betrokken bij de waarneming van respectievelijk ruimtelijke en niet-ruimtelijke visuele kenmerken. Zie verder het lemma visuele schors.

## Vroege en late waarneming
Bij de verwerking van visuele prikkels in de hersenen wordt een onderscheid gemaakt tussen vroege waarneming, die gericht is op analyse van elementaire kenmerken van visuele objecten zoals kleur, vorm, locatie, beweging e.d., en late waarneming die betrekking heeft op volledige voorwerpen zoals een huis, een bal of een tafel. Vroege waarneming geschiedt snel en grotendeels onbewust. Men spreekt hier ook wel van preattentieve of 'bottom-upprocessen'. Daarentegen vindt late (of hogere) waarneming meer bewust plaats. Deze vorm van waarneming is meer 'top-down', dat wil zeggen: wordt gestuurd door processen als aandacht en geheugen.

## Functie van aandacht
Het richten van onze aandacht op een bepaald voorwerp in onze omgeving kan de waarneming hiervan aanscherpen. Aandacht helpt ons ook bij het visueel zoeken naar voorwerpen in de omgeving. Dit is relatief makkelijk als we ons op een eenvoudig fysisch kenmerk kunnen richten zoals zoeken naar iemand met een rode trui in een menigte mensen. Het wordt lastiger (en vergt daardoor aandacht) als we op meerdere kenmerken tegelijk moeten letten, zoals zoeken naar een man (niet vrouw) met een rode trui. Volgens de cognitief psycholoog Anne Treisman fungeert aandacht daarbij als een soort zoeklicht. Treisman zag het zoeklicht van aandacht (spotlight of attention) ook als het mechanisme dat ervoor zorgt dat bij de visuele waarneming van een object de afzonderlijke kenmerken (kleur, vorm afstand, oriëntatie e.d.) worden gebonden tot een geheel.

## Functie van geheugen
Ook het geheugen stuurt de waarneming, waardoor bekende voorwerpen in het gezichtsveld eerder worden herkend of opgespoord dan onbekende voorwerpen. Waarneming en herkenning zijn dus nauw met elkaar verbonden. 

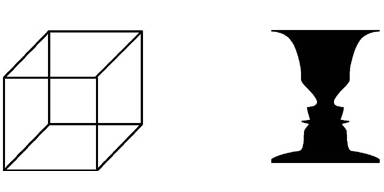
Multistabiliteit: links Necker-kubus, rechts vaas van Rubin

## Visuele waarneming als actief proces
Hogere waarneming wordt ook weleens omschreven als een proces van interpreteren of 'toetsen van hypothesen': bijvoorbeeld bij het kijken naar een complexe figuur zal het brein het geheugen afzoeken of geen aanvullende informatie kan worden gevonden die overeenstemt met de waargenomen figuur. Bijvoorbeeld bij het waarnemen van een gezicht worden via oogbewegingen saillante punten zoals ogen en mond het meest intensief afgetast. Wij herkennen visuele objecten zoals een vork of een poes ondanks allerlei variaties in vorm. Een vork wordt als vork herkend ook al zien we alleen de tanden. Een poes wordt als poes herkend ondanks allerlei variatie in houding (liggende, zittende poes). Visuele waarneming dus geen passief kopiëren van de buitenwereld maar eerder een creatief ordenend proces. Dit kan worden aangetoond aan de hand van verschijnselen  als vormconstantie, grootteconstantie, de gestaltwetten, ambigue figuren en optische illusies. Het verschijnsel multistabiliteit (zie figuur) illustreert hoe het brein op en neer kan springen tussen twee interpretaties van dezelfde figuur.

## Stoornissen in de visuele waarneming
Stoornissen in de visuele waarneming zijn deels terug te voeren naar defecten van oog en oogzenuw en deels naar defecten van de primaire gezichtsschors. Het laatste noemt men ook wel hemianopsie. Soms kunnen patiënten met beschadiging in de primaire gezichtsschors toch voorwerpen e.d. identificeren zonder dat er sprake is van bewuste waarneming. Dit heet blindzien. Problemen met het herkennen van gezichten (prosopagnosie) is een voorbeeld van een stoornis in de hogere waarneming waarbij gebieden in de rechter temporale kwab zijn betrokken.